# Park Narodowy Jeziora Szkoderskiego
Park Narodowy Jeziora Szkoderskiego (cyr. Национални парк Скадарско језеро, Nacionalni park Skadarsko jezero) – park narodowy w Czarnogórze, obejmujący obszar czarnogórskiej części Jeziora Szkoderskiego.
Jego siedzibą jest Vranjina. Został utworzony w 1983 roku. Od 1989 roku posiada status ostoi ptaków IBA (występuje tu stale lub zimuje 281 gatunków ptaków), a w 1995 roku został wpisany na listę obszarów chronionych na mocy konwencji ramsarskiej. Występuje tu także 48 gatunków ryb i 50 gatunków ssaków.
Jest zlokalizowany w południowo-wschodniej części Zetsko-skadarskiej kotliny. Administracyjnie należy do gmin Bar, Cetynia i Podgorica. Panuje w nim klimat śródziemnomorski z łagodnymi i deszczowymi zimami oraz gorącymi i suchymi latami.
Szczególną ochroną przyrodniczą objęte są obszary Crni žar, Pančeva oka i Manastirska tapija. Nad brzegami jeziora znajdują się również liczne obiekty o zabytkowym charakterze: wioski rybackie, średniowieczne monastery i cerkwie, fortyfikacje, młyny i studnie.